# École Militaire (metropolitana di Parigi)
École Militaire è una stazione sulla linea 8 della Metropolitana di Parigi sita nel VII arrondissement di Parigi.

## La stazione
La stazione venne aperta nel 1913 ed è ubicata tra la École militaire e il Champ de Mars.

## Interconnessioni
- Bus RATP - 28, 80, 82, 87, 92

## Nelle vicinanze
L'École militaire venne fondata nel 1750 su iniziativa del finanziere Joseph Paris Duverney, con il sostegno di Madame de Pompadour, allo scopo di realizzare un'accademia militare per ufficiali di modeste origini. Su di un terreno di Grenelle si iniziò la costruzione nel 1752, ma la scuola aprì soltanto nel 1760. Il conte di Saint-Germain la riorganizzò nel 1777 dandole il nome di École des Cadets-gentilshommes, la quale ebbe come allievo il giovane Napoleone Bonaparte nel 1784. L'École militaire è oggi la sede di tutti gli istituti di formazione militare superiore di Francia.